# Just Another Blonde
Pour plus de détails, voir Fiche technique et Distribution.
Just Another Blonde est un film américain muet, réalisé par Alfred Santell et sorti en 1926.

## Fiche technique
- Titre : Just Another Blonde
- Réalisation : Alfred Santell
- Scénario : Gerald Beaumont, Paul Schofield et George Marion Jr.
- Photographie : Arthur Edeson
- Pays d'origine : États-Unis
- Format : Noir et blanc - 1,33:1 - Film muet
- Genre : comédie romantique
- Date de sortie : 1926

## Distribution
- Dorothy Mackaill : Jeanne Cavanaugh
- Jack Mulhall : Jimmy O'Connor
- Louise Brooks : Diana O'Sullivan
- William Collier Jr. : Kid Scotty